# Beli
Beli so naselje na Hrvaškem, ki upravno spada pod mesto Cres; le-ta pa spada pod Primorsko-goransko županijo.

## Lokacija in znamenitosti
Beli je vas na severu otoka Cres. Prve omembe vasi segajo že v 2. tisočletje pr. n. št. in od takrat je stalno naseljena. Leži na majhni vzpetini, ob njenem vznožju pa je preko hudourniške struge speljan stari rimski most, v njegovi bližini so ovčje staje, med katerimi so mnoge stare več stoletij. Naselje je bilo nekoč obdano s kamnitim obzidjem. Pred vasjo so razvaline cerkev, ki so bile zgrajene v 12. in 13. stoletju in vzdrževana cerkev Sv. Antona s pokopališčem (15. stoletje).
Središče naselja predstavlja majhen trg z župnijsko cerkvijo Prikazanja Bogorodice u Hramu. Njen srednjeveški zvonik je služil tudi kot razgledni stolp. Pod strmim pobočjem se nahaja majhno pristanišče in plaža z imenom Pod Beli.
Beli je okrog 10 km oddaljen od glavne ceste Porozina-Cres; cestna povezava do vasi poteka od odcepa Križić preko zaselka Sveti Petar.

## Demografija
| Pregled števila prebivalcev po letih | Pregled števila prebivalcev po letih | Pregled števila prebivalcev po letih | Pregled števila prebivalcev po letih | Pregled števila prebivalcev po letih | Pregled števila prebivalcev po letih | Pregled števila prebivalcev po letih | Pregled števila prebivalcev po letih | Pregled števila prebivalcev po letih | Pregled števila prebivalcev po letih | Pregled števila prebivalcev po letih | Pregled števila prebivalcev po letih | Pregled števila prebivalcev po letih | Pregled števila prebivalcev po letih | Pregled števila prebivalcev po letih |
| ------------------------------------ | ------------------------------------ | ------------------------------------ | ------------------------------------ | ------------------------------------ | ------------------------------------ | ------------------------------------ | ------------------------------------ | ------------------------------------ | ------------------------------------ | ------------------------------------ | ------------------------------------ | ------------------------------------ | ------------------------------------ | ------------------------------------ |
| 1857                                 | 1869                                 | 1880                                 | 1890                                 | 1900                                 | 1910                                 | 1921                                 | 1931                                 | 1948                                 | 1953                                 | 1961                                 | 1971                                 | 1981                                 | 1991                                 | 2001                                 |
| 580                                  | 583                                  | 348                                  | 413                                  | 432                                  | 444                                  | 827                                  | 873                                  | 357                                  | 190                                  | 107                                  | 81                                   | 66                                   | 38                                   | 35                                   |